# 社台駅
社台駅（しゃだいえき）は、北海道白老郡白老町字社台にある北海道旅客鉄道（JR北海道）室蘭本線の駅である。駅番号はH22。電報略号はシタ。事務管理コードは▲130322。

## 歴史

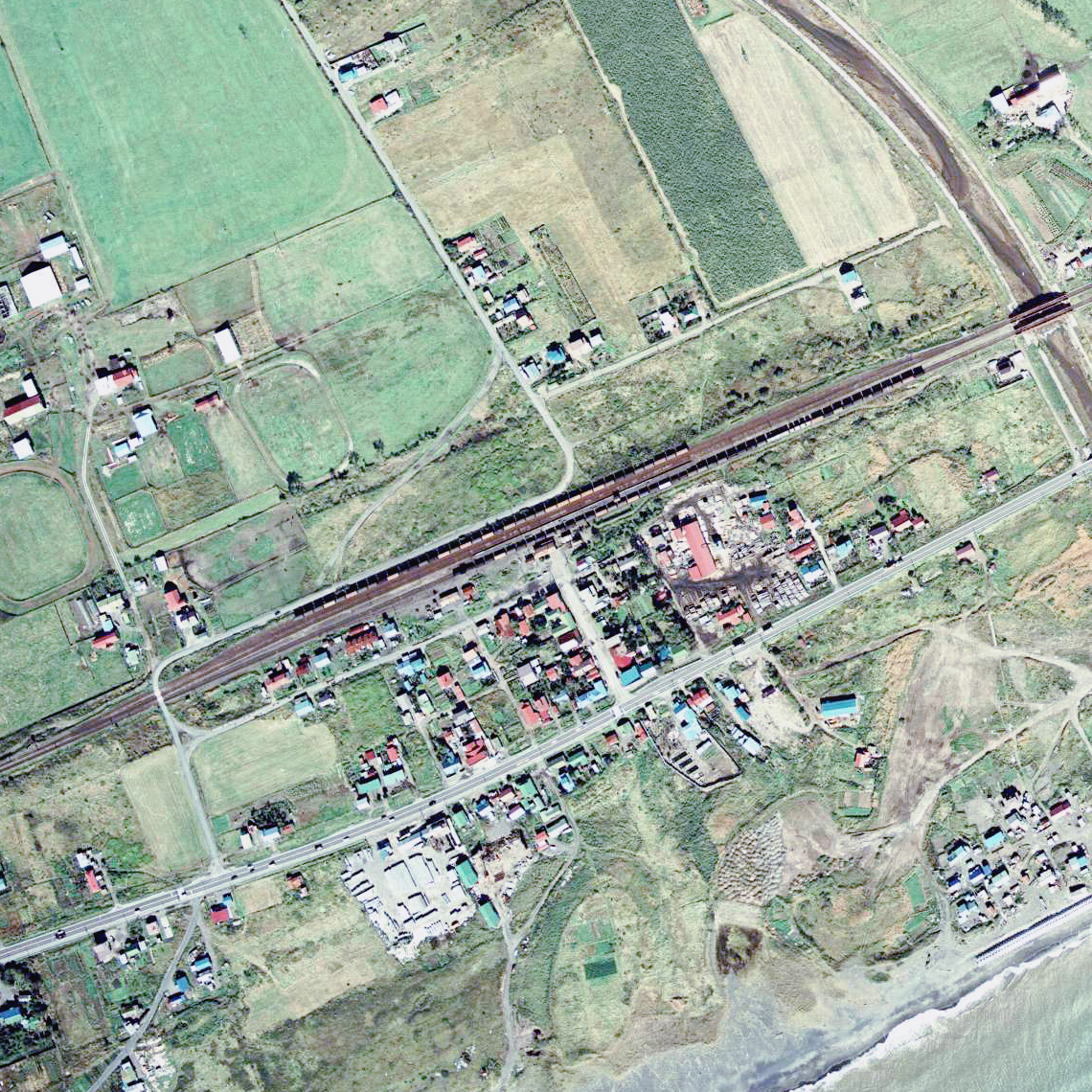
1976年の社台駅と周囲約750m範囲。左が東室蘭方面。駅裏左側に社台ファーム。

- 1907年（明治40年）12月25日：帝国鉄道庁の社台信号所として設置[1]。
- 1909年（明治42年）10月15日：貨物駅に昇格、社台駅となる[1][3]。
- 1917年（大正6年）6月1日：旅客・荷物扱い開始[1]。
- 1961年（昭和36年）9月29日：貨物取扱い廃止[1]。
- 1980年（昭和55年）
  - 時期不詳：跨線橋設置。
  - 5月15日：荷物取扱い廃止[1]。無人化[4]。簡易委託駅化。
- 1981年（昭和56年）1月：駅舎改築。
- 1984年（昭和59年）4月1日：簡易委託廃止。完全無人化。
- 1987年（昭和62年）4月1日：国鉄分割民営化により北海道旅客鉄道に継承[1]。

### 駅名の由来
アイヌ語の「サタイペッ（sa-tay-pet）」（前の[浜側の]・林の・川）に由来するとされるが、明らかでない。

## 駅構造
島式ホーム1面2線の地上駅。無人駅である。2段になった屋根を持つ駅舎がある。

### のりば
| 番線 | 路線      | 方向 | 行先             |
| ---- | --------- | ---- | ---------------- |
| 1    | ■室蘭本線 | 上り | 東室蘭・室蘭方面 |
| 2    | ■室蘭本線 | 下り | 苫小牧・札幌方面 |

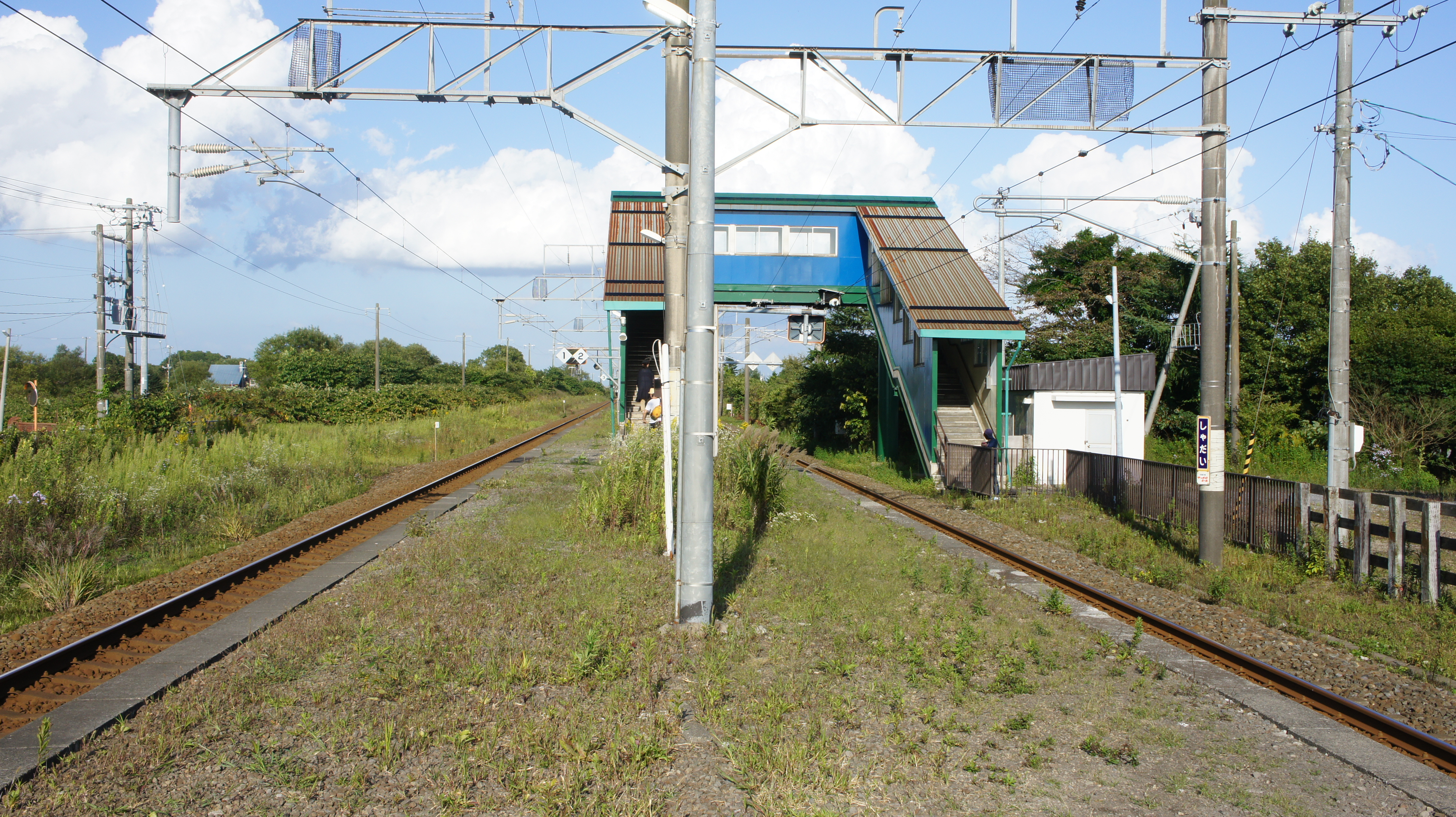
ホーム（2017年9月）
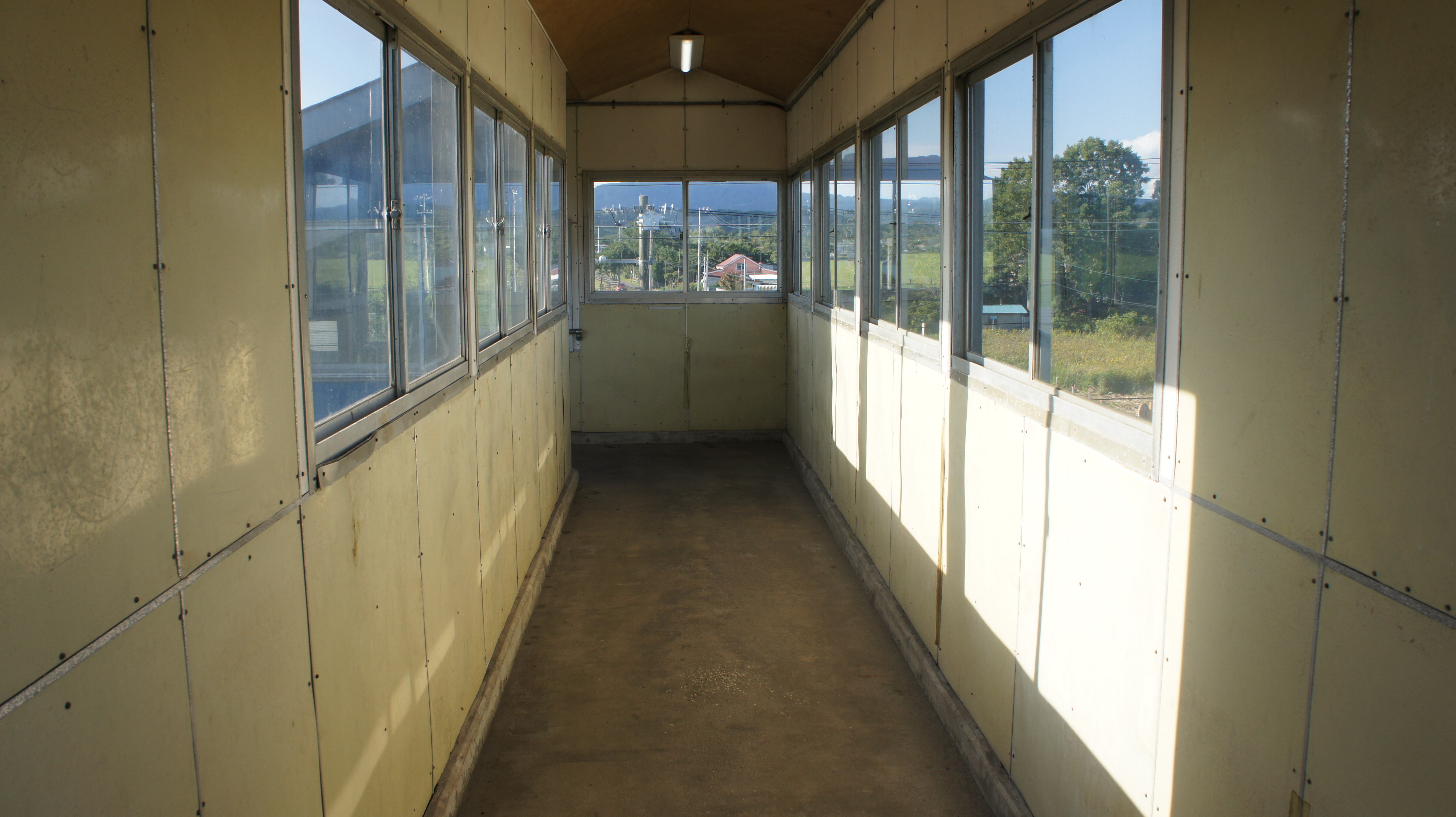
跨線橋（2017年9月）
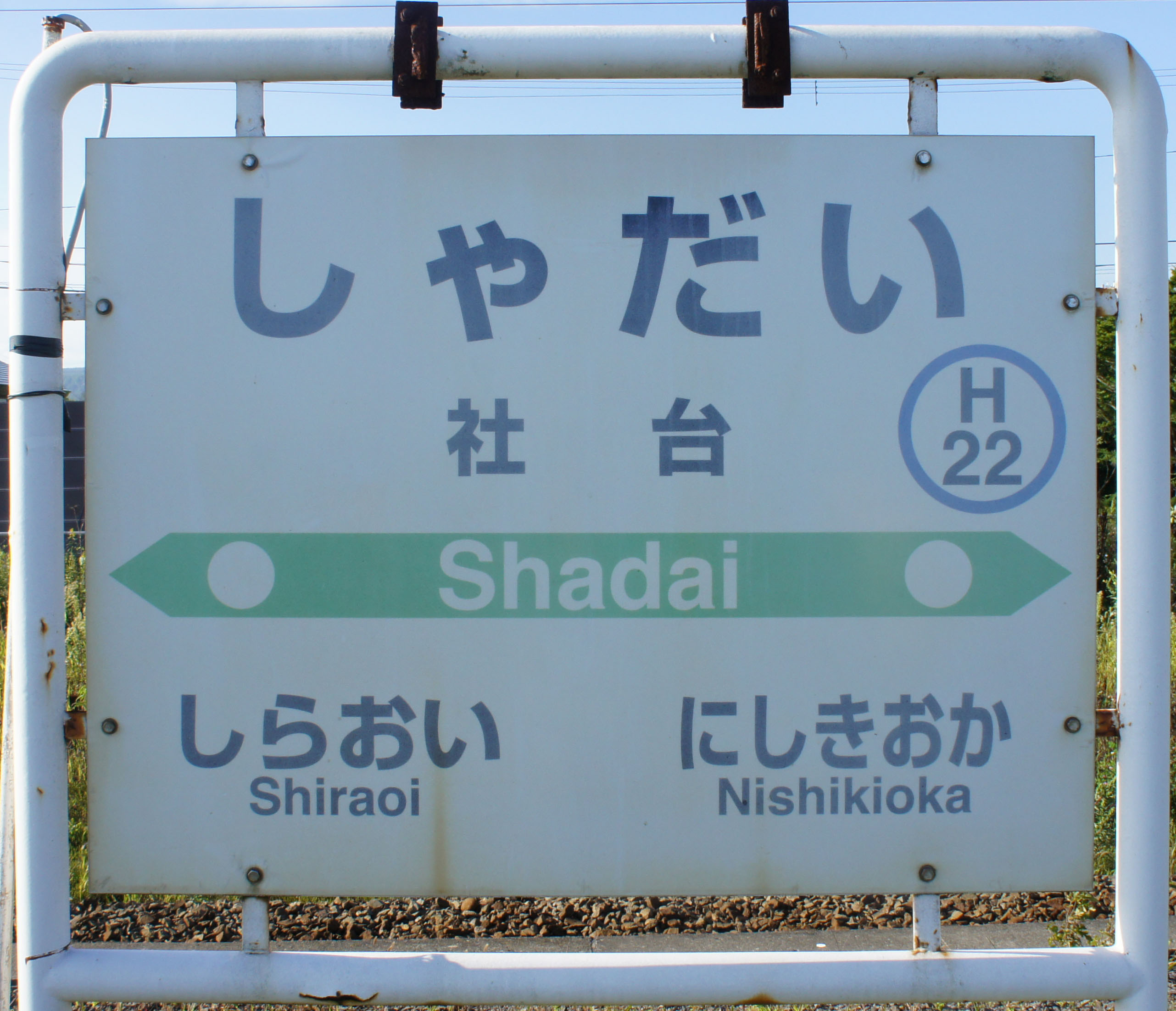
駅名標（2017年9月）

## 利用状況
乗車人員の推移は以下のとおり。年間の値のみ判明している年については、当該年度の日数で除した値を括弧書きで1日平均欄に示す。乗降人員のみが判明している場合は、1/2した値を括弧書きで記した。また、「JR調査」については、当該の年度を最終年とする過去5年間の各調査日における平均である。
| 年度               | 乗車人員 | 乗車人員 | 乗車人員     | 出典  | 備考 |
| 年度               | 年間     | 1日平均  | JR調査       | 出典  | 備考 |
| ------------------ | -------- | -------- | ------------ | ----- | ---- |
| 2021年（令和03年） |          |          | 「10名以上」 | [ 6 ] |      |
| 2022年（令和04年） |          |          | 「10名以下」 | [ 7 ] |      |

1日の平均乗降人員は以下の通りである。
| 乗降人員推移 | 乗降人員推移 |
| 年度         | 1日平均人数  |
| ------------ | ------------ |
| 2011         | 38           |
| 2012         | 30           |
| 2013         | 22           |
| 2014         | 14           |

## 駅周辺
あたりにはいくつかの牧場が点在している。
- 国道36号
- 社台郵便局
- 別々川
- 社台牧場
- 習志野牧場
- 白老ファーム
- 道南バス「社台」停留所

## その他
- 当駅から沼ノ端駅手前までは直線区間が続いている（実際には白老駅との間から直線区間になる）。直線区間の総延長は28.7kmである。

## 隣の駅
北海道旅客鉄道（JR北海道）
■室蘭本線
白老駅 (H23) - 社台駅 (H22) - 錦岡駅 (H21)